# Charles Numa
Charles Numa Sauvage, dit Charles Numa, né le 16 février 1850 dans l'ancien 3e arrondissement de Paris et mort le 16 mai 1888 au Pin (Seine-et-Marne), est un acteur français.

## Biographie
Il est le fils des comédiens Numa et Eugénie Sauvage (1810-1898).
Employé de banque, il est remarqué par le dramaturge Victorien Sardou au Cercle Pigalle en 1869 où il jouait en amateur. Il commence l'année suivante au théâtre du Gymnase dans Andréa. En 1875, il entre au théâtre du Palais-Royal (L'Homme au lapin blanc, Le Prix Martin, Les Convictions de papa, etc.) puis suit Jules Brasseur au théâtre des Nouveautés (Fleur d'Oranger, Paris en actions...). Mais le fils de ce dernier, Albert Brasseur, occupant ses emplois, il retourne bien vite au Palais-Royal, où il est à l'affiche, entre autres, de Ma camarade, Le Train du plaisir, Les Petites Godin, Le Baron de Carebasse et Le Club des pannés.
Il meurt à l'âge de 38 ans dans sa propriété du Pin en Seine-et-Marne,. Il était marié depuis mai 1881 avec Mathilde Alexandrine Houël.
Après des obsèques en l'église Saint-Eugène, Charles Numa est inhumé au cimetière du Père-Lachaise.